# Stan the Flasher
 (juillet 2014).
Si vous disposez d'ouvrages ou d'articles de référence ou si vous connaissez des sites web de qualité traitant du thème abordé ici, merci de compléter l'article en donnant les références utiles à sa vérifiabilité et en les liant à la section « Notes et références ».
Pour les articles homonymes, voir Stan et Flasher.
Pour plus de détails, voir Fiche technique et Distribution.
Stan the Flasher est un film français réalisé par Serge Gainsbourg, sorti en 1990.
C'est le dernier film réalisé par Serge Gainsbourg et le premier film de l'actrice Élodie Bouchez.

## Synopsis
Un ex-enseignant d'anglais, pervers et exhibitionniste, est en proie aux difficultés conjugales et au désarroi de la vieillesse, confronté sans cesse à l'image des jeunes filles à qui il donne des cours particuliers dans son appartement « hanté » par sa femme.

## Fiche technique
- Titre : Stan the Flasher
- Réalisation : Serge Gainsbourg, assisté de Richard Debuisne
- Scénario : Serge Gainsbourg
- Production : François Ravard
- Musique : Serge Gainsbourg
- Photographie : Olivier Guéneau
- Montage : Babeth Si Ramdane
- Décors : Raoul Albert
- Pays d'origine :  France
- Format : Couleurs - 1,66:1 - Dolby Digital - 35 mm
- Genre : drame
- Durée : 67 minutes
- Date de sortie : 7 mars 1990 (France)
- Film interdit aux moins de 12 ans lors de sa sortie en France

## Distribution
- Claude Berri : Stan Goldberg
- Aurore Clément : Aurore
- Élodie Bouchez : Natacha
- Michel Robin : Le détenu
- Daniel Duval : Le père de Natacha
- Richard Bohringer : David
- Lucie Cabanis : Rosalie
- Marc Stokle : Jojo
- Jacques Wolfsohn : Un ami de David
- Serge Gainsbourg : Un ami de David
- Stéphanie Beyeler : Une collégienne
- Alexandra Billiard : Une collégienne
- Delphine Gliozzo : Une collégienne
- Agnès Gliozzo : Une collégienne

## Production

### Tournage
- Le tournage s'est déroulé au parc Montsouris, à Paris 14e, ainsi qu'aux Studios d'Arpajon.

## Bande originale
- La bande originale est sortie la même année en 45 tours.

## Accueil

### Sortie
Le film est sorti au cinéma le 7 mars 1990, le lendemain de sa diffusion en avant première à la télévision, sur Canal+.

### Box-office
En salles, le film a totalisé 43 178 entrées.

## Autour du film
- Serge Gainsbourg a écrit le scénario du film en sept jours, dans sa chambre, à l'Hôtel Raphael à Paris[3].
- Dans une biographie de Serge Gainsbourg, celui-ci dit : « Stan est incompris ! Il est rejeté... C'est un mec à la dérive. Son bateau coule. Il ne le sait pas encore mais il le subodore. Sa dernière tentative, son dernier sursaut, c'est une déviation sexuelle. Déviation qui vient de... de l'impuissance et l'impuissance vient du cérébral, du cœur et de mauvaise irrigation vasculaire. Trique or not trique, that is the question. »